# 가카미가하라시
가카미가하라시(일본어: 各務原市)는 일본 기후현 남부에 있는 시이다.
노비평야 북부에 위치하고, 나카센도의 슈쿠바(역참 마을)로 번성했다. 최근에는 나고야시와 기후시의 베드타운으로 발전했다. 북부에서 동부까지 산지가 뻗어 있으며, 남부에 기소강이 흘러 아이치현과의 경계를 이루는데 일본의 라인강으로 불리는 그 웅대한 광경은 "일본 라인"으로 불린다.

## 지리
북부에서 동부에 걸쳐 산지가 퍼져 있으며, 남부에는 기소강이 흐르고 아이치현과의 현 경계를 이룬다. 대부분은 가카미가하라 대지가 퍼져 있고 배수가 양호한 토양으로 벼농사에는 적합하지 않아 메이지 시대까지는 대부분이 원야였다. 메이지 이후에는 이러한 광대한 원야와 배수가 양호한 토양을 살리는 형태로 군사기지나 연습장, 일찍이 기후 대학의 농학부와 공학부가 들어서 기계와 방적 공장, 적은 물로 성장하는 인삼 등의 생산이 주산업이 되었다.

## 인접한 자치체
- 기후현
  - 가모군
    - 사카호기정

  - 기후시
  - 세키시
  - 하시마군
    - 가사마쓰정
    - 기난정
- 아이치현
  - 고난시
  - 니와군
    - 후소정

  - 이누야마시
  - 이치노미야시

## 역사
- 1963년 4월 1일 - 이나바군 나카정, 이나하정, 우누마정, 소하라정이 합병해 가카미가하라시가 탄생하였다.
- 1969년 - 아이기 대교가 완성되었다.
- 1986년 3월 5일 - 도카이호쿠리쿠 자동차도의 기후카카미가하라 IC ~ 미노 IC 구간이 개통하였다.
- 2004년 11월 1일 - 하시마군 가와시마정을 편입하였다.

## 교통

### 도로
- 도카이호쿠리쿠 자동차도
- 국도 21호선

### 다리
- 아이기 대교

### 철도
- 도카이 여객철도 다카야마 본선
- 나고야 철도 가카미가하라선

## 인구
| 연도                                     | 인구    | ±%     |
| ---------------------------------------- | ------- | ------ |
| 1920                                     | 28,484  | —      |
| 1930                                     | 32,140  | +12.8% |
| 1940                                     | 43,926  | +36.7% |
| 1950                                     | 60,126  | +36.9% |
| 1960                                     | 63,021  | +4.8%  |
| 1970                                     | 84,664  | +34.3% |
| 1980                                     | 122,317 | +44.5% |
| 1990                                     | 138,264 | +13.0% |
| 2000                                     | 141,765 | +2.5%  |
| 2010                                     | 145,604 | +2.7%  |
| 2020                                     | 144,521 | −0.7%  |
| 출처: Kakamigahara population statistics |         |        |

|                                                    | |
| 가카미가하라시의 전국의 연령별 인구 분포（2005년） | 가카미가하라시의 연령·남녀별 인구 분포（2005년）                                                                          |
| ■자주색 ― 가카미가하라시 ■녹색 ― 일본전국          | ■파랑색 ― 남자 ■빨간색 ― 여자                                                                                             |
| · 가카미가하라시（에 해당되는 지역）의 인구추이    | |
| 일본 총무성 통계국 국세조사 결과                   | |
|                                                    | 이 그래프는 더 이상 지원되지 않는 레거시 그래프 확장 기능을 사용하고 있습니다. 새로운 차트 확장 기능으로 변환해야 합니다. |

## 자매 도시
| 지역 & 국가 | 도시     | 도시                      |
| ----------- | -------- | ------------------------- |
| 대한민국    | 강원도   | 춘천시(2003년 10월 31일)  |
| 일본        | 후쿠이현 | 쓰루가시(1989년 10월 2일) |

## 호칭의 혼란
이 도시의 호칭 및 표기가 아직 통일되지 않은 문제가 있다. 시(市)는 공식으로 '가카미가하라(各務原)'로 정했으나 공공기관조차 통일되지 않았다. 예를 들면 도카이 여객철도 다카야마 본선에 있는 가가미가하라역(各務ヶ原駅)은 작은 가타카나 'ヶ'가 들어가며 고등학교 호칭은 '가카미하라'이다.
이 지역 주민들이나 주변 지역 주민들도 옳은 호칭인 가카미가하라뿐만 아니라 가가미가하라, 가카미하라, 가가미하라라고 부르기도 한다.